# Cheviré-le-Rouge
Cheviré-le-Rouge ist eine ehemalige französische Gemeinde mit 870 Einwohnern (Stand: 1. Januar 2022) im Département Maine-et-Loire in der Region Pays de la Loire. Sie gehörte zum Arrondissement Saumur. Die Bewohner werden Cheviréens und Cheviréennes genannt.
Der Erlass des Präfekten vom 10. Juli 2015 legte mit Wirkung zum 1. Januar 2016 die Eingliederung von Cheviré-le-Rouge als Commune déléguée gemeinsam mit 14 weiteren Orten zur Commune nouvelle Baugé-en-Anjou fest.

## Geografie

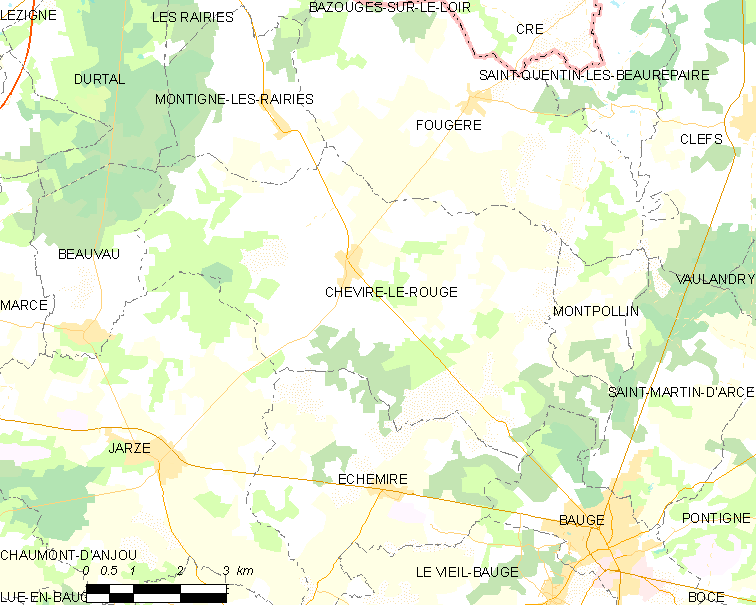
Karte von Cheviré-le-Rouge

Cheviré-le-Rouge liegt etwa 31 Kilometer nordöstlich von Angers, etwa 54 Kilometer südwestlich von Le Mans und etwa 38 Kilometer nordnordwestlich von Saumur in der Région naturelle des Baugeois. Das Gebiet von Cheviré-le-Rouge liegt im Pariser Becken auf einer gewellten Hochebene. Das Zentrum befindet sich östlich des Waldgebiets Forêt de Chambiers auf etwa 70 m Höhe. Nach Südosten hin hebt sich das Bodenrelief am Anteil von Cheviré-le-Rouge am Forêt de Baugé, wo mit 104 m auch die höchste Erhebung des Ortsgebiets gemessen wird. Cheviré-le-Rouge wird hauptsächlich von den Flüsschen Mouline und Argence sowie den zeitweise trockenfallenden Ruisseau du Grez und Ruisseau de Coisnon entwässert.
Umgeben wird Cheviré-le-Rouge von drei Nachbargemeinden und fünf Communes déléguées von Baugé-en-Anjou:
| Durtal         | Montigné-lès-Rairies Fougeré (Commune déléguée) |                                                                 |
|                | Kompassrose, die auf Nachbargemeinden zeigt     | Montpollin (Commune déléguée)                                   |
| Jarzé Villages | Échemiré (Commune déléguée)                     | Saint-Martin-d’Arcé (Commune déléguée) Baugé (Commune déléguée) |

## Geschichte
Erstmalig in den Schriften erwähnt ist der Ort um 1040 als Ecclesia de Chiviriaco. Formen des Ortsnamens waren in der Folge Ecclesia Caviriaci (1050), Chiviriacus (1077), Chevireium Rubei (1308), Chevireyum Rubeum (1333), Chevyré-le-Rouge (1452), Chevireyum propre Baugeium (1517), Chauviré-le-Rouge (1701). Die Herkunft des Zusatzes le-Rouge ist unklar.
Im Jahr 1047 stiftete Gräfin Agnès, Ehefrau von Geoffroy II Martel, eine Kirche auf altem Besitz des Hauses Anjou. 1096 ging der Besitz durch einen Gebietstausch an ein Kloster in Vendôme. Im Jahr 1437, im Hundertjährigen Krieg, wurde die Kirche zur Kirchenburg verstärkt. 1588 wurden durch die durchziehenden Hugenotten erhebliche Schäden verursacht. Ende des 16. Jahrhunderts stand bei Cheviré-le-Rouge, am Weg  nach Baugé, die Kirche einer protestantischen Gemeinde, deren Territorium große Teile des Baugeois umfasste. Bis zur Mitte des 17. Jahrhunderts gehörte die Lehnsherrschaft der Pfarrgemeinde dem Seigneur von Jarzé.

## Bevölkerungsentwicklung
| Cheviré-le-Rouge: Einwohnerzahlen von 1793 bis 2020                                                                        | Cheviré-le-Rouge: Einwohnerzahlen von 1793 bis 2020 | Cheviré-le-Rouge: Einwohnerzahlen von 1793 bis 2020 | Cheviré-le-Rouge: Einwohnerzahlen von 1793 bis 2020 | Cheviré-le-Rouge: Einwohnerzahlen von 1793 bis 2020 |
| --- | --------------------------------------------------- | --------------------------------------------------- | --------------------------------------------------- | --------------------------------------------------- |
| Jahr |                                                     |                                                     |                                                     | Einwohner                                           |
| 1793 | 1793                                                |                                                     | 1.486                                               | 1.486                                               |
| 1800 | 1800                                                |                                                     | 1.405                                               | 1.405                                               |
| 1806 | 1806                                                |                                                     | 1.478                                               | 1.478                                               |
| 1821 | 1821                                                |                                                     | 1.706                                               | 1.706                                               |
| 1831 | 1831                                                |                                                     | 1.741                                               | 1.741                                               |
| 1841 | 1841                                                |                                                     | 1.635                                               | 1.635                                               |
| 1846 | 1846                                                |                                                     | 1.724                                               | 1.724                                               |
| 1851 | 1851                                                |                                                     | 1.725                                               | 1.725                                               |
| 1856 | 1856                                                |                                                     | 1.625                                               | 1.625                                               |
| 1861 | 1861                                                |                                                     | 1.642                                               | 1.642                                               |
| 1866 | 1866                                                |                                                     | 1.573                                               | 1.573                                               |
| 1872 | 1872                                                |                                                     | 1.604                                               | 1.604                                               |
| 1876 | 1876                                                |                                                     | 1.589                                               | 1.589                                               |
| 1881 | 1881                                                |                                                     | 1.628                                               | 1.628                                               |
| 1886 | 1886                                                |                                                     | 1.552                                               | 1.552                                               |
| 1891 | 1891                                                |                                                     | 1.590                                               | 1.590                                               |
| 1896 | 1896                                                |                                                     | 1.503                                               | 1.503                                               |
| 1901 | 1901                                                |                                                     | 1.460                                               | 1.460                                               |
| 1906 | 1906                                                |                                                     | 1.442                                               | 1.442                                               |
| 1911 | 1911                                                |                                                     | 1.385                                               | 1.385                                               |
| 1921 | 1921                                                |                                                     | 1.197                                               | 1.197                                               |
| 1926 | 1926                                                |                                                     | 1.233                                               | 1.233                                               |
| 1931 | 1931                                                |                                                     | 1.161                                               | 1.161                                               |
| 1936 | 1936                                                |                                                     | 1.061                                               | 1.061                                               |
| 1946 | 1946                                                |                                                     | 1.140                                               | 1.140                                               |
| 1954 | 1954                                                |                                                     | 1.042                                               | 1.042                                               |
| 1962 | 1962                                                |                                                     | 956                                                 | 956                                                 |
| 1968 | 1968                                                |                                                     | 902                                                 | 902                                                 |
| 1975 | 1975                                                |                                                     | 774                                                 | 774                                                 |
| 1982 | 1982                                                |                                                     | 753                                                 | 753                                                 |
| 1990 | 1990                                                |                                                     | 756                                                 | 756                                                 |
| 1999 | 1999                                                |                                                     | 724                                                 | 724                                                 |
| 2006 | 2006                                                |                                                     | 840                                                 | 840                                                 |
| 2013 | 2013                                                |                                                     | 961                                                 | 961                                                 |
| 2020 | 2020                                                |                                                     | 840                                                 | 840                                                 |
| Quelle(n): EHESS/Cassini bis 1999, INSEE ab 2006 Anmerkung(en): Ab 1962 offizielle Zahlen ohne Einwohner mit Zweitwohnsitz |                                                     |                                                     |                                                     |                                                     |

## Sehenswürdigkeiten
Die Pfarrkirche Saint-Médard stammt aus dem 12. Jahrhundert, der Chor aus dem 13. Jahrhundert. Chor und Glockenturm aind seit 1966 als Monument historique klassifiziert. Die Kirche birgt zahlreiche Ausstattungsgegenstände, die in der Base Palissy gelistet sind.
Die heutigen Gebäude des Pirorats der Benediktiner stammen aus dem 15. Jahrhundert.
Das Pfarrhaus wurde im 18. Jahrhundert errichtet.
Das Schloss im Weiler La Roche-Hue wurde Ende des 17. Jahrhunderts zerstört und im 19. Jahrhundert an derselben Stelle neu gebaut.
Das Schloss im Weiler Moulines stammt aus dem 15. und 16. Jahrhundert.
Das Herrenhaus im Weiler Bois-Bineteau stammt aus dem 15. und 16. Jahrhundert.
Das Herrenhaus im Weiler Bouix stammt aus dem 16./17. Jahrhundert.